# Hesperoyucca
Genre
Hesperoyucca est un genre de plantes succulentes de la famille des Asparagaceae très apparenté et récemment séparé du genre Yucca.
Le genre Hesperoyucca se distingue du genre Yucca par ses fruits déhiscents, sa hampe de plus de 2,5 cm de diamètre avec des bractées réfléchies (et non pas érigées). Le stigmate est capité, tandis que ceux des Yuccas sont formés de trois lobes réfléchis. Le pollen gluant du premier forme une masse collante ; celui des Yuccas est libéré en grains individuels. Hesperoyucca se distingue également du genre Yucca par l'ADN.
Le genre est originaire du Mexique et du sud des États-Unis.

## Liste d'espèces
Selon World Checklist of Selected Plant Families (WCSP) (4 mai 2011) :
- Hesperoyucca newberryi (McKelvey) Clary (2001)
- Hesperoyucca whipplei (Torr.) Trel. (1893)

Selon NCBI (4 mai 2011) :
- Hesperoyucca whipplei

Selon ITIS (4 mai 2011) :
- Hesperoyucca newberryi (McKelvey) Clary
- Hesperoyucca whipplei (Torr.) Baker